# Centrale nucléaire de Koeberg
La centrale de Koeberg est une centrale nucléaire située en Afrique du Sud à trente kilomètres au nord de la ville du Cap. Elle est exploitée par la société Eskom.

## Historique
La construction est engagée en 1976, par un consortium d'entreprises françaises composé de Spie Batignolles pour le génie civil, d'Alsthom pour l'îlot conventionnel et de Framatome pour la partie nucléaire. La première tranche est connectée  au réseau en 1984 et la deuxième en 1985.
Ces réacteurs à eau pressurisée (REP), construits par Framatome, sont de conception française sur la base de la licence des Pressurized Water Reactor (PWR) de Westinghouse, cédée à Framatome en 1974. Chacune des trois boucles de refroidissement est connectée au cœur du réacteur avec une pompe de recirculation et un générateur de vapeur. Un pressuriseur est raccordé à l'une des boucles.
À l'époque, cette construction fait l'objet d'un tollé international car le régime d'apartheid est frappé par des sanctions internationales. Dans la nuit du 18 au 19 décembre 1982, la centrale est la cible de sabotages par Umkhonto we Sizwe, l'aile armée de l'ANC.
Le 18 août 2014, Eskom annonce la signature d'un contrat avec la multinationale française Areva, concernant le remplacement de six générateurs de vapeur de la centrale de Koeberg, prévu en 2018.
En septembre 2014, l'entreprise russe Rosatom signe un accord avec le ministère de l'Énergie sud-africain pour faire avancer la perspective de la construction de 9,6 GW d'ici 2030. Necsa (South African Nuclear Energy Corporation) a déclaré que cet accord ne porte que sur les modalités de fournitures des prestations au cas où la Russie serait choisie et que des accords similaires seront signés avec d'autres vendeurs ayant exprimé leur intérêt. En octobre 2014, un accord de coopération nucléaire a été signé avec la France et un autre en novembre 2014 avec la Chine, suivi d'accords avec China National Nuclear Corporation (CNNC) et Industrial & Commercial Bank of China. Des accords existent déjà avec les États-Unis et la Corée du Sud, et un accord est en négociation avec le Japon.
Dans son discours annuel sur l'état de la nation en février 2015, le président sud-africain a réaffirmé l'objectif de 9,6 GW d'ici 2030 et la date de 2023 pour la mise en service du premier réacteur. Il a précisé que des offres seraient demandées aux États-Unis, à la Chine, à la France, à la Russie et à la Corée du Sud.
Le 19 juillet 2024, le permis d'exploitation de l'un des deux réacteurs de la centrale est renouvelé par l'autorité de régulation nucléaire sud-africaine (NNR) jusqu'en 2044.

## Caractéristiques
En dépit de son histoire mouvementée, cette centrale nucléaire dispose de deux réacteurs d'une puissance de 920 MW chacun qui sont les seuls, en 2016, construits et en service sur le continent africain.
Elle fournit entre 1990 et 2012 de 8,4 à 13,5 térawattheures annuellement soit environ 6 % de l’électricité sud-africaine. Sa durée de vie est de 50 à 60 ans.